# قائمة الأوراق النقدية التذكارية في الدول الإفريقية
هذه قائمة بالأوراق النقدية التذكارية الصادرة من الدول الإفريقية:

## إرتريا
لم تصدر أية أوراق نقدية تذكارية من إرتريا.

## إسواتيني
أصدرت الأوراق النقدية التذكارية التالية من مملكة إسواتيني (سوازيلاند سابقا)، علما أن السبعة الأولى أصدرت تحت المسمى القديم لممكمة سوازيلاند، والورقة النقدية الأخيرة فقط التي أصدرت تحت المسى الحالي وهو مملكة إسواتيني:
| # | تاريخ الإصدار | مناسبة الإصدار                                                                 | الوصف | صورة الوجه | صورة الظهر | القيمة        | المصادر |
| - | ------------- | ------------------------------------------------------------------------------ | --- | ---------- | ---------- | ------------- | ------- |
| 1 | 1981          | اليوبيل الماسي للملك سوبهوزا الثاني (1921-1981)                                | تظهر صورة الملك سوبهوزا الثاني ومبنى مجلس النواب في وجه الورقة النقدية، أما في ظهر الورقة النقدية فتظهر صورة منجم أسبست، وهو التصميم المعتاد للورقة النقدية في حينها مع إضافة توشيح بمناسبة الإصدار. |            |            | 10 ليلانغيني  | [ 1 ]   |
| 2 | 1981          | اليوبيل الماسي للملك سوبهوزا الثاني (1921-1981)                                | تظهر صورة الملك سوبهوزا الثاني ومبنى مجلس النواب في وجه الورقة النقدية، أما في ظهر الورقة النقدية فتظهر صورة حقل فيه محاصيل وحيوانات ترعى، وهو التصميم المعتاد للورقة النقدية في حينها مع إضافة توشيح بمناسبة الإصدار. |            |            | 20 ليلانغيني  | [ 2 ]   |
| 3 | 19 أبريل 1989 | الذكرى الحادية والعشرون لميلاد الملك مسواتي الثالث                             | تظهر صورة الملك مسواتي الثالث ومبنى مجلس النواب في وجه الورقة النقدية، أما في ظهر الورقة النقدية فتظهر صورة شاحنة وحقل فيه محاصيل وحيوانات ترعى، وهو التصميم المعتاد للورقة النقدية في حينها مع إضافة توشيح بمناسبة الإصدار. |            |            | 20 ليلانغيني  | [ 3 ]   |
| 4 | 6 سبمتبر 1998 | الذكرى الثلاثون لاستقلال سوازيلاند                                             | تظهر صورة الملك مسواتي الثالث ومبنى مجلس النواب في مبابان في وجه الورقة النقدية، أما في ظهر الورقة النقدية فتظهر صورة قرية ومنازل تقليدية، وهو الإصدار الأول لورقة نقدية من هذه الفئة في حينها مع إضافة توشيح بمناسبة الإصدار. |            |            | 200 ليلانغيني | [ 4 ]   |
| 5 | 1 أبريل 2004  | الذكرى الثلاثون لعملة الليلانغيني (1974-2004)                                  | تظهر صورة الملك مسواتي الثالث ومبنى مجلس النواب في مبابان في وجه الورقة النقدية، أما في ظهر الورقة النقدية فتظهر صورة تشكيلات صخرية، وهو التصميم المعتاد للورقة النقدية في حينها مع إضافة توشيح بمناسبة الإصدار. |            |            | 100 ليلانغيني | [ 5 ]   |
| 6 | 19 أبريل 2008 | الذكرى الأربعون لميلاد الملك مسواتي الثالث والذكرى الأربعون لاستقلال سوازيلاند | تظهر صورة الملك مسواتي الثالث ومبنى مجلس النواب في مبابان في وجه الورقة النقدية، أما في ظهر الورقة النقدية فتظهر صورة تشكيلات صخرية، وهو التصميم المعتاد للورقة النقدية في حينها مع إضافة توشيح في وجه الورقة النقدية بمناسبة الذكرى الأربعين لميلاد الملك مسواتي الثالث وتوشيح في ظهر العملة النقدية بمناسبة الذكرى الأربعين لاستقلال سوازيلاند.       |            |            | 100 ليلانغيني | [ 6 ]   |
| 7 | 19 أبريل 2008 | الذكرى الأربعون لميلاد الملك مسواتي الثالث والذكرى الأربعون لاستقلال سوازيلاند | تظهر صورة الملك مسواتي الثالث ومبنى مجلس النواب في مبابان في وجه الورقة النقدية، أما في ظهر الورقة النقدية فتظهر صورة قرية ومنازل تقليدية، وهو التصميم المعتاد للورقة النقدية في حينها مع إضافة توشيح في وجه الورقة النقدية بمناسبة الذكرى الأربعين لميلاد الملك مسواتي الثالث وتوشيح في ظهر العملة النقدية بمناسبة الذكرى الأربعين لاستقلال سوازيلاند. |            |            | 10 ليلانغيني  | [ 7 ]   |
| 8 | 1 أبريل 2024  | الذكرى الخمسون لتأسيس سلطة النقد في سوازيلاند (البنك المركزي الإسواتيني حاليا) | تظهر صورة الملك مسواتي الثالث وشعار إسواتيني في وجه الورقة النقدية، أما في ظهر الورقة النقدية فتظهر صورة مدخل مبنى مطار مسواتي الثالث الدولي مع صورة طائرة مغادرة وصورة تقاطع طرق سريعة وصورة جبل إملمبي وأرقام 1 و0 وصورة علامة الدفع بنظام البطاقة الذكية غير التلامسي.                                                                               |            |            | 50 ليلانغيني  | [ 8 ]   |

## إفريقيا الوسطى
لم تصدر أية أوراق نقدية تذكارية من إفريقيا الوسطى، علما أن إفريقيا الوسطى تستعمل عملة فرنك دول إفريقيا الوسطى.

## أنغولا
لم تصدر أية أوراق نقدية تذكارية من أنغولا، لكن إصدار الكوانزا الأنغولي في 14 أغسطس 1979 ولكل الفئات (50 كوانزا و100 كوانزا و500 كوانزا و1000 كوانزا) كلها كتب تاريخ استقلال أنغولا في 11 نوفمبر 1975 تحت اسم بنك أنغولا الوطني.
| # | تاريخ الإصدار | مناسبة الإصدار      | الوصف | صورة الوجه | صورة الظهر | القيمة      | المصادر |
| - | ------------- | ------------------- | --- | ---------- | ---------- | ----------- | ------- |
| 1 | 14 أغسطس 1979 | ذكرى استقلال أنغولا | ورقة نقدية تشبه التصميم المعتاد والتي يغلب عليها اللون الأرجواني مع إضافة تاريخ استقلال أنغولا في وجه الورقة النقدية، يظهر على وجه الورقة النقدية صورة أغوستينيو نيتو مع تاريخ استقلال أنغولا في 11 نوفمبر 1975 تحت اسم بنك أنغولا الوطني، أما ظهر الورقة النقدية فتظهر عليه صورة فلاحين يعملون في حقل.     |            |            | 50 كوانزا   | [ 10 ]  |
| 2 | 14 أغسطس 1979 | ذكرى استقلال أنغولا | ورقة نقدية تشبه التصميم المعتاد والتي يغلب عليها اللون الأخضر الغامق مع إضافة تاريخ استقلال أنغولا في وجه الورقة النقدية، يظهر على وجه الورقة النقدية صورة أغوستينيو نيتو مع تاريخ استقلال أنغولا في 11 نوفمبر 1975 تحت اسم بنك أنغولا الوطني، أما ظهر الورقة النقدية فتظهر عليه صورة عاملات في مشغل خياطة. |            |            | 100 كوانزا  | [ 11 ]  |
| 3 | 14 أغسطس 1979 | ذكرى استقلال أنغولا | ورقة نقدية تشبه التصميم المعتاد والتي يغلب عليها اللون الأزرق مع إضافة تاريخ استقلال أنغولا في وجه الورقة النقدية، يظهر على وجه الورقة النقدية صورة أغوستينيو نيتو مع تاريخ استقلال أنغولا في 11 نوفمبر 1975 تحت اسم بنك أنغولا الوطني، أما ظهر الورقة النقدية فتظهر عليه صورة ميناء لواندا [الإنجليزية].   |            |            | 500 كوانزا  | [ 12 ]  |
| 4 | 14 أغسطس 1979 | ذكرى استقلال أنغولا | ورقة نقدية تشبه التصميم المعتاد والتي يغلب عليها اللون الأحمر مع إضافة تاريخ استقلال أنغولا في وجه الورقة النقدية، يظهر على وجه الورقة النقدية صورة أغوستينيو نيتو مع تاريخ استقلال أنغولا في 11 نوفمبر 1975 تحت اسم بنك أنغولا الوطني، أما ظهر الورقة النقدية فتظهر عليه صورة صف مدرسة.                    |            |            | 1000 كوانزا | [ 13 ]  |

## أوغندا
أصدرت الورقة النقدية التذكارية التالية من أوغندا:
| # | تاريخ الإصدار | مناسبة الإصدار                                                             | الوصف | صورة الوجه | صورة الظهر | القيمة    | المصادر |
| - | ------------- | -------------------------------------------------------------------------- | --- | ---------- | ---------- | --------- | ------- |
| 1 | 2007          | اجتماع رؤساء حكومات الكومنولث سنة 2007 في كامبالا للفترة 23-25 نوفمبر 2007 | ورقة نقدية تشبه التصميم المعتاد مع تغيير، يظهر على وجه الورقة النقدية صورة كركي متوج أرمد مع إشارة إلى اجتماع رؤساء حكومات الكومنولث وتاريخه، أما ظهر الورقة النقدية فتظهر عليه صورة سد كييرا وسد نالوبالي وحيواني غوريلا |            |            | 10000 شلن | [ 14 ]  |

## بنين
دولة بنين عضو في البنك المركزي لدول غرب إفريقيا وعملتها فرنك غرب إفريقيا ولم تصدر منه أية أوراق نقدية تذكارية.

## بوتسوانا
لم تصدر أية أوراق نقدية تذكارية من بوتسوانا.

## بوركينافاسو
دولة بوركينافاسو عضو في البنك المركزي لدول غرب إفريقيا وعملتها فرنك غرب إفريقيا ولم تصدر منه أية أوراق نقدية تذكارية.

## بوروندي
أصدرت الورقة النقدية التذكارية التالية من بوروندي:
| # | تاريخ الإصدار | مناسبة الإصدار                                                                                    | الوصف | صورة الوجه | صورة الظهر | القيمة     | المصادر |
| - | ------------- | ------------------------------------------------------------------------------------------------- | --- | ---------- | ---------- | ---------- | ------- |
| 1 | 2025          | الذكرى الخمسون لمعاهدة التجارة العالمية لأصناف الحيوان والنبات البري المهدد بالانقراض (1975-2025) | ورقة نقدية يظهر على وجهها أسد وجاموس مائي وزرافة وببر وفيل ووحيد القرن، أما ظهر الورقة النقدية فيه شعار وعلم بوروندي وخريطة بوروندي، وصورة قصر نتاري (القصر الرئاسي) في بوجومبورا. |            |            | 10000 فرنك | [ 15 ]  |

## تنزانيا
لم تصدر أية أوراق نقدية تذكارية من تنزانيا.

## تشاد
لم تصدر أية أوراق نقدية تذكارية من تشاد، علما أن تشاد تستعمل عملة فرنك دول إفريقيا الوسطى.

## توغو
دولة توغو عضو في البنك المركزي لدول غرب إفريقيا وعملتها فرنك غرب إفريقيا ولم تصدر منه أية أوراق نقدية تذكارية.

## تونس
لم تصدر أية أوراق نقدية تذكارية من تونس.

## الجزائر
أصدرت ثلاثة أوراق نقدية تذكارية من الجزائر واحدة بقيمة ألف دينار جزائري واثنتين بقيمة ألفي دينار جزائري:
| # | تاريخ الإصدار | مناسبة الإصدار                                                                                            | الوصف | صورة الوجه | صورة العكس | القيمة     | المصادر |
| - | ------------- | --- | --- | ---------- | ---------- | ---------- | ------- |
| 1 | 22 مارس 2005  | الذكرى الستون لتأسيس جامعة الدول العربية                                                                  | التصميم المعتاد المتداول لورقة 1000 دينار مع إضافة شعار جامعة الدول العربية وفي أسفل كلمة الجزائر وتحيط بالشعار عبارة "الذكرى 60 لتأسيس جامعة الدول العربية" |            |            | 1000 دينار | [ 16 ]  |
| 2 | 5 يوليو 2020  | الذكرى الثامنة والخمسون لاستقلال الجزائر                                                                  | تظهر وجه الورقة النقدية ستة من قادة حرب استقلال الجزائر وهم رابح بيطاط ومصطفى بن بولعيد وديدوش مراد ومحمد بوضياف وكريم بلقاسم والعربي بن مهيدي مع صورة هولوغرام أمني لمقام الشهيد في الجزائر وفي ظهر العملة صورة الضريح النوميدي إيمدغاسن قرب باتنة فقارات في ولاية أدرار.                                                                   |            |            | 2000 دينار | [ 17 ]  |
| 3 | 2022          | الاجتماع الاعتيادي الحادي والثلاثين لدول جامعة الدول العربية في الجزائر يومي الأول والثاني من نوفمبر 2022 | ورقة نقدية من نوع بوليمر وجه الورقة ذو تصميم طولي تظهر عليه صورة مقام الشهيد في الجزائر وخريطة الجزائر بلون ذهبي وأخرى شفافة مع خريطة الوطن العربي في أعلى الورقة وشعار جامعة الدول العربية في أسفل الورقة كما تظهر صورة علم الجزائر على جانبي الورقة أما ظهر الورقة فتميمه عرضي تظهر فيه صورة صخور طبيعية في طاسيلي ناجر وصورة جامع الجزائر |            |            | 2000 دينار | [ 18 ]  |

## جيبوتي
أصدرت ورقة نقدية تذكارية واحدة من جيبوتي بقيمة أربعين فرنكا جيبوتيا:
| # | تاريخ الإصدار | مناسبة الإصدار                 | الوصف | صورة الوجه | صورة الظهر | القيمة   | المصادر |
| - | ------------- | ------------------------------ | --- | ---------- | ---------- | -------- | ------- |
| 1 | 2017          | ذكرى 40 سنة على استقلال جيبوتي | وجه العملة العربي تظهر عليه صورة ميناء جيبوتي، أما وجه العملة الفرنسي فتهظر عليه صورة قرش حوتي وشعاب مرجانية |            |            | 40 فرنكا | [ 19 ]  |

## جنوب إفريقيا
أصدرت الأوراق النقدية التذكارية التالية من جنوب إفريقيا:
| أصدار تذكاري بمناسبة الذكرى المئوية لولادة نيلسون مانديلا (2018) وهو الإصدار السابع لراند جنوب إفريقيا | أصدار تذكاري بمناسبة الذكرى المئوية لولادة نيلسون مانديلا (2018) وهو الإصدار السابع لراند جنوب إفريقيا | أصدار تذكاري بمناسبة الذكرى المئوية لولادة نيلسون مانديلا (2018) وهو الإصدار السابع لراند جنوب إفريقيا | أصدار تذكاري بمناسبة الذكرى المئوية لولادة نيلسون مانديلا (2018) وهو الإصدار السابع لراند جنوب إفريقيا | أصدار تذكاري بمناسبة الذكرى المئوية لولادة نيلسون مانديلا (2018) وهو الإصدار السابع لراند جنوب إفريقيا | أصدار تذكاري بمناسبة الذكرى المئوية لولادة نيلسون مانديلا (2018) وهو الإصدار السابع لراند جنوب إفريقيا | أصدار تذكاري بمناسبة الذكرى المئوية لولادة نيلسون مانديلا (2018) وهو الإصدار السابع لراند جنوب إفريقيا |
| الصور والمصادر                                                                                         | القيمة                                                                                                 | الوجه                                                                                                  | الظهر                                                                                                  | اللون                                                                                                  | اللغات                                                                                                 | القياسات (ملم)                                                                                         |
| --- | --- | --- | --- | --- | --- | --- |
| [ 20 ]                                                                                                 | 10 راند                                                                                                | نيلسون مانديلا                                                                                         | نيسلون مانديلا الشاب ومحل ولادته في مفيزو                                                              | أخضر                                                                                                   | الإنجليزية والأفريقانية والسواتي                                                                       | 128×70                                                                                                 |
| [ 21 ]                                                                                                 | 20 راند                                                                                                | نيلسون مانديلا                                                                                         | نيسلون مانديلا الشاب ومنزله في سويتو                                                                   | بني | الإنجليزية والنديبلي الجنوبية والالتسوانية                                                             | 134×70                                                                                                 |
| [ 22 ]                                                                                                 | 50 راند                                                                                                | نيلسون مانديلا                                                                                         | نيسلون مانديلا الشاب ومكان اعتقاله قرب هويك                                                            | أحمر                                                                                                   | إنجليزية وفيندية وكوسية                                                                                | 140×70                                                                                                 |
| [ 23 ]                                                                                                 | 100 راند                                                                                               | نيلسون مانديلا                                                                                         | نيسلون مانديلا الشاب وسجنه في جزيرة روبن                                                               | أزرق                                                                                                   | إنجليزية وسوثو شمالية وتسونغا                                                                          | 146×70                                                                                                 |
| [ 24 ]                                                                                                 | 200 راند                                                                                               | نيلسون مانديلا                                                                                         | نيسلون مانديلا الشاب وتمثاله عند مباني الاتحاد في بريتوريا                                             | برتقالي                                                                                                | إنجليزية وسوتو وزولو                                                                                   | 152×70                                                                                                 |

## جنوب السودان
لم تصدر أية أوراق نقدية تذكارية من جنوب السودان.

## الرأس الأخضر
لم تصدر أية أوراق نقدية تذكارية من الرأس الأخضر.

## رواندا
لم تصدر أية أوراق نقدية تذكارية من رواندا.

## زامبيا
أصدرت الورقتان النقديتان التذكاريتان التاليتان من زامبيا:
| # | تاريخ الإصدار | مناسبة الإصدار                           | الوصف | صورة الوجه | صورة الظهر | القيمة       | المصادر |
| - | ------------- | ---------------------------------------- | --- | ---------- | ---------- | ------------ | ------- |
| 1 | 1973          | قيام الجمهورية الثانية في 31 ديسمبر 1972 | وجه العملة بني محمر وتظهر صورة الرئيس كينيث كاوندا في يمين الورقة النقدية، وفي الظهر صورة الرئيس كينيث كاوندا يوقع إعلان قيام الجمهورية الثانية في زامبيا ذات نظام الحزب الواحد مع صورة حشد من المتظاهرين، وكانت الورقة للغرض التذكاري ولم تكن صالحة للتداول. |            |            | كواتشا واحدة | [ 25 ]  |
| 2 | 2014          | الذكرى الخمسون لاستقلال زامبيا           | وجه العملة تظهر عليه صور عقاب صياحة إفريقية وحمامة وشجرة ضخمة في مدينة كابوي وفي الظهر صور رؤساء زامبيا منذ الاستقلال في 1964 حتى 2014 كينيث كاوندا وليفي موناوازا ومايكل ساتا وروبيا باندا وفريدريك شيلوبا وصورة مبنى بنك زامبيا في لوساكا                   |            |            | 50 كواتشا    | [ 26 ]  |

## زيمبابوي
لم تصدر أية أوراق نقدية تذكارية من زيمبابوي.

## ساحل العاج
دولة ساحل العاج عضو في البنك المركزي لدول غرب إفريقيا وعملتها فرنك غرب إفريقيا ولم تصدر منه أية أوراق نقدية تذكارية.

## ساو تومي وبرينسيبي
لم تصدر أية أوراق نقدية تذكارية من ساو تومي وبرينسيبي.

## السنغال
دولة السنغال عضو في البنك المركزي لدول غرب إفريقيا وعملتها فرنك غرب إفريقيا ولم تصدر منه أية أوراق نقدية تذكارية.

## السودان
أصدرت ورقة نقدية تذكارية واحدة من السودان بقيمة عشرين جنيها سودانيا:
| # | تاريخ الإصدار | مناسبة الإصدار                           | الوصف | صورة الوجه | صورة العكس | القيمة   | المصادر |
| - | ------------- | ---------------------------------------- | --- | ---------- | ---------- | -------- | ------- |
| 1 | 1 يناير 1981  | الذكرى الخامسة والعشرون لاستقلال السودان | التصميم المعتاد للورقة النقدية حيث صورة خريطة السودان في الوسط وصورة الرئيس جعفر النميري يسار الورقة النقدية مع إضافة عبارة "العيد الخامس والعشرون للاستقلال 1956 - 1981" وفي ظهر الورقة صورة قصر الشعب في الخرطوم |            |            | 20 جنيها | [ 27 ]  |

## سيراليون
لم تصدر أية أوراق نقدية تذكارية من سيراليون.

## السيشل
أصدرت الأوراق النقدية التذكارية التالية من السيشل:
| # | تاريخ الإصدار | مناسبة الإصدار                     | الوصف | صورة الوجه | صورة العكس | القيمة    | المصادر |
| - | ------------- | ---------------------------------- | --- | ---------- | ---------- | --------- | ------- |
| 1 | 2013          | الذكرى 35 لتأسيس بنك سيشيل المركزي | في وجه العملة صورة لجوز الهند البحري وسمكة وصورة هولوغرامية لسلحفاة من نوع اللجأة صقرية المنقار، أما ظهر العملة فهناك صورة لطائرين من نوع الخرشنة البيضاء وصورة اللجأة صقرية المنقار. وهو التصميم المعتاد للعملة مع إضافة عبارة بمناسبة الإصدار. توفرت العملة في أوراق مكونة من 40 قطعة فقط؛ يمكن الحصول على الأوراق النقدية الفردية المقطوعة من الباعة في السوق |            |            | 10 روبيات | [ 28 ]  |
| 2 | 2013          | الذكرى 35 لتأسيس بنك سيشيل المركزي | في وجه العملة صورة لنبات الإبريق وأسماك هامور وفي ظهر الورقة النقدية صورة تشكيلات صخرية في جزيرة ماهيه وطائر خرشنة ملجمة وسلحفاة ألدابرا العملاقة. وهو التصميم المعتاد للعملة مع إضافة عبارة بمناسبة الإصدار. توفرت العملة في أوراق مكونة من 40 قطعة فقط؛ يمكن الحصول على الأوراق النقدية الفردية المقطوعة من الباعة في السوق                                    |            |            | 100 روبية | [ 29 ]  |
| 3 | 2016          | الذكرى الأربعون لاستقلال السيشيل   | في وجه العملة صورة لجوز الهند البحري وسمكة وصورة هولوغرامية لسلحفاة من نوع اللجأة صقرية المنقار، أما ظهر العملة فهناك صورة لطائرين من نوع الخرشنة البيضاء وصورة اللجأة صقرية المنقار. وهو التصميم المعتاد للعملة مع إضافة عبارة بمناسبة الإصدار. |            |            | 10 روبيات | [ 28 ]  |

## الصومال
لم تصدر أي ورقة نقدية تذكارية من الصومال، لكن أصدرت إصدارات تذكارية عن جمهورية أرض الصومال غير المعترف بها.

### جمهورية أرض الصومال
في يوم 18 مايو 1996، أصدرت أوراق نقدية معتادة على مجموعتين إحداها بتوشيح برونزي باللغتين الصومالية والإنجليزية، أما المجموعة الثانية فموشحة بلون فضي باللغة الصومالية فقط. وكان التوشيح في المجموعتين بمناسبة الذكرى الخامسة لإعلان استقلال جمهورية أرض الصومال.
يُذكر أن هذا التوشيح قد ظهر دون تصريح لسوق هواة الجمع فقط بواسطة فرد في كندا.
كما ظهرت عملة ورقية أخرى سنة 2006، ويبدو أنها غير رسمية ومخصصة لهواة جمع العملات.
| # | تاريخ الإصدار | مناسبة الإصدار         | الوصف                                                        | صورة الوجه | صورة العكس | القيمة    | المصادر |
| - | ------------- | ---------------------- | ------------------------------------------------------------ | ---------- | ---------- | --------- | ------- |
| 1 | 2006          | عملة لهواة جمع العملات | صورة بنت وأسد في وجه الورقة النقدية وأسد وجمل في ظهر العملة. |            |            | 1000 شلنا | [ 31 ]  |

## الغابون
دولة الغابون عضو في البنك المركزي لدول غرب إفريقيا وعملتها فرنك دول إفريقيا الوسطى ولم تصدر منه أية أوراق نقدية تذكارية.

## غامبيا
أصدرت الورقتان النقديتان التذكاريتان التاليتان من غامبيا:
| # | تاريخ الإصدار | مناسبة الإصدار                            | الوصف | صورة الوجه | صورة العكس | القيمة      | المصادر |
| - | ------------- | ----------------------------------------- | --- | ---------- | ---------- | ----------- | ------- |
| 1 | 1978          | مصرف غامبيا المركزي                       | في وجه الورقة النقدية تظهر صورة الرئيس داودا جاوارا ومركب شراعي، أما في ظهرها فتظهر صورة مبنى مصرف غامبيا المركزي في بانجول. |            |            | دالاسي واحد | [ 32 ]  |
| 2 | 20 يوليو 2014 | الذكرى العشرون للتقدم والاعتماد على الذات | يقصد بالذكرى العشرون للتقدم والاعتماد على الذات هي ذكرى انقلاب غامبيا في سنة 1994 ووصول يحيى جامع للرئاسة والإطاحة بالرئيس داودا جاوارا، في وجه الورقة النقدية تظهر صورة الرئيس يحيى جامع ووروار كارميني جنوبي، أما في ظهرها فتظهر صورة مبنى الدولة في بانجول [الإنجليزية]. |            |            | 20 دالاسي   | [ 33 ]  |

## غانا
أصدرت ورقة نقدية تذكارية من دولة غانا.
| # | تاريخ الإصدار | مناسبة الإصدار                             | الوصف | صورة الوجه | صورة العكس | القيمة   | المصادر |
| - | ------------- | ------------------------------------------ | --- | ---------- | ---------- | -------- | ------- |
| 1 | 4 مارس 2017   | مرور 60 سنة على تأسيس بنك غانا (1957-2017) | صورة جيمس إمان كويغير آغري وشعار غانا في وجه الورقة النقدية وصورة الناقلة كوامي نكروما في حقل توينبوا إنينرا نتومي النفطي [الإنجليزية] في ظهر العملة، مع عبارة في وجه الطابع لمناسبة الإصدار، وقد صدر لاحقا بتاريخ 4 أغسطس 2017 نفس الإصدار من الورقة النقدية لكن لم يكن إصدارا تذكاريا وبدون عبارة المناسبة. |            |            | 5 سيديات | [ 35 ]  |

## غينيا
أصدرت الأوراق النقدية التذكارية التالية من غينيا:
| # | تاريخ الإصدار | مناسبة الإصدار                                           | الوصف | صورة الوجه | صورة العكس | القيمة     | المصادر |
| - | ------------- | -------------------------------------------------------- | --- | ---------- | ---------- | ---------- | ------- |
| 1 | 1 مارس 2010   | الذكرى الخمسون لبنك جمهورية غينيا المركزي والفرنك الغيني | في وجه العملة صورة امرأة وشعار غينيا، أما في ظهر العملة فصورة منجم بوكسيت وصورة أثر قديم لشكل وجه، وهو التصميم المعتاد للورقة النقدية مع إضافة علامة في وجه الورقة النقدية بمناسبة الإصدار وتاريخ 1 مارس 2010 في زاوية الورقة.                   |            |            | 1000 فرنك  | [ 36 ]  |
| 2 | 1 مارس 2010   | الذكرى الخمسون لبنك جمهورية غينيا المركزي والفرنك الغيني | في وجه العملة صورة امرأة وشعار غينيا، أما في ظهر العملة فصورة خزان وسد كينكون لتوليد الطاقة وصورة أثر قديم لشكل وجه، وهو التصميم المعتاد للورقة النقدية مع إضافة علامة في وجه الورقة النقدية بمناسبة الإصدار وتاريخ 1 مارس 2010 في زاوية الورقة. |            |            | 5000 فرنك  | [ 37 ]  |
| 3 | 1 مارس 2010   | الذكرى الخمسون لبنك جمهورية غينيا المركزي والفرنك الغيني | في وجه العملة صورة بنت وشعار غينيا، أما في ظهر العملة فصورة حقل وجبل لورا [الإنجليزية] مع تشكيل "سيدة مالي" الصخري، وهو التصميم المعتاد للورقة النقدية مع إضافة علامة في وجه الورقة النقدية بمناسبة الإصدار وتاريخ 1 مارس 2010 في زاوية الورقة.  |            |            | 10000 فرنك | [ 38 ]  |

## غينيا الاستوائية
غينيا الاستوائية عضو في البنك المركزي لدول وسط إفريقيا وعملتها فرنك دول إفريقيا الوسطى ولم تصدر منه أية أوراق نقدية تذكارية.

## غينيا بيساو
دولة غينيا بيساو عضو في البنك المركزي لدول غرب إفريقيا وعملتها فرنك غرب إفريقيا ولم تصدر منه أية أوراق نقدية تذكارية.

## جزر القمر
لم تصدر أية أوراق نقدية تذكارية من جزر القمر.

## الكاميرون
دولة الكاميرون عضو في البنك المركزي لدول وسط إفريقيا وعملتها فرنك دول إفريقيا الوسطى ولم تصدر منه أية أوراق نقدية تذكارية.

## جمهورية الكونغو
جمهورية الكونغو عضو في البنك المركزي لدول وسط إفريقيا وعملتها فرنك دول إفريقيا الوسطى ولم تصدر منه أية أوراق نقدية تذكارية.

## جمهورية الكونغو الديمقراطية
أصدرت الورقة النقدية التذكارية التالية من جمهورية الكونغو الديمقراطية:
| # | تاريخ الإصدار | مناسبة الإصدار                                      | الوصف | صورة الوجه | صورة الظهر | القيمة   | المصادر |
| - | ------------- | --------------------------------------------------- | --- | ---------- | ---------- | -------- | ------- |
| 1 | 2010          | ذكرى 50 سنة على استقلال جمهورية الكونغو الديمقراطية | وجه العملة تظهر عليه خريطة جمهورية الكونغو الديمقراطية وصورة ميناء ماتادي، أما ظهر العملة فتظهر عليه صورة جسر كينسوكا |            |            | 500 فرنك | [ 39 ]  |

## كينيا
أصدرت الورقة النقدية التذكارية التالية من كينيا:
| # | تاريخ الإصدار  | مناسبة الإصدار                          | الوصف | صورة الوجه | صورة الظهر | القيمة  | المصادر |
| - | -------------- | --------------------------------------- | --- | ---------- | ---------- | ------- | ------- |
| 1 | 12 ديسمبر 2003 | ذكرى 40 سنة على استقلال كينيا 1963-2003 | وجه العملة تظهر عليه صورة الرئيس جومو كينياتا، أما ظهر العملة فتظهر عليه صورة فلاحين يجمعون محصول القطن، وهو التصميم المعتاد للورقة النقدية مع إضافة علامة بخصوص ذكرى الاستقلال |            |            | 200 شلن | [ 40 ]  |

## ليبيا
أصدرت ورقة نقدية تذكارية واحدة من ليبيا بقيمة عشرين دينارا ليبيا:
| # | تاريخ الإصدار | مناسبة الإصدار         | الوصف | صورة الوجه | صورة العكس | القيمة    | المصادر |
| - | ------------- | ---------------------- | --- | ---------- | ---------- | --------- | ------- |
| 1 | 1999          | إعلان الاتحاد الإفريقي | في وجه الورقة صورة خريطة منظومة النهر الصناعي العظيم في ليبيا، وفي ظهر العملة صورة جماعية لرؤساء الدول الإفريقية مع عبارة "إعلان الاتحاد الإفريقي بمدينة سرت في 9 \ 9 \ 1999" |            |            | 20 دينارا | [ 41 ]  |

## ليبيريا
لم تصدر أية أوراق نقدية تذكارية من ليبيريا.

## ليسوتو
أصدرت الورقة النقدية التذكارية من دولة ليسوتو.
| # | تاريخ الإصدار | مناسبة الإصدار                                          | الوصف | صورة الوجه | صورة العكس | القيمة   | المصادر |
| - | ------------- | ------------------------------------------------------- | --- | ---------- | ---------- | -------- | ------- |
| 1 | 2023          | الذكرى الستون لولادة الملك ليتسي الثالث (17 يوليو 2023) | في وجه الورقة صورة الملك ليتسي الثالث وشعار ليسوتو مع علامة بمناسبة الذكرى الستون لولادة الملك، وفي ظهر العملة صورة لرجل يمنطي حصانا، وهذا التصميم هو التصميم المعتاد للورقة النقدية بدون ذكرى الولادة. |            |            | 200 لوتي | [ 42 ]  |

## مالاوي
أصدرت الورقتان النقديتان التذكاريتان التاليتان من مالاوي:
| # | تاريخ الإصدار | مناسبة الإصدار                           | الوصف | صورة الوجه | صورة العكس | القيمة     | المصادر |
| - | ------------- | ---------------------------------------- | --- | ---------- | ---------- | ---------- | ------- |
| 1 | 6 يوليو 2004  | الذكرى الأربعون لاستقلال ملاوي 1964-2004 | في وجه الورقة النقدية تظهر صورة قوس الاستقلال في بلانتاير، أما في ظهرها فتظهر صورة جسر مانغوتشي. |            |            | 50 كواشا   | [ 43 ]  |
| 2 | 1 يناير 2014  | الذكرى الخمسون لاستقلال ملاوي 1964-2014  | تظهر صورة الرئيس هاستينغز باندا مع صورة مبنى بنك ملاوي الاحتياطي في ليلونغوي في وجه العملة، أما في ظهرها فتظهر صورة خليج صوامع تخزين الذرة في مزوزو ونبات الذرة، وهذا يشبه التصميم المعتاد للورقة النقدية من ذات الفئة مع تغيير في تصميم شريط الأمان الذي يظهر فيه شعار وصورة الرئيس هاستينغز باندا. |            |            | 1000 كواشا | [ 44 ]  |

## مالي
دولة مالي عضو في البنك المركزي لدول غرب إفريقيا وعملتها فرنك غرب إفريقيا ولم تصدر منه أية أوراق نقدية تذكارية.

## مدغشقر
أصدرت الورقتان النقديتان التذكاريتان التاليتان من دولة مدغشقر.
| # | تاريخ الإصدار | مناسبة الإصدار                     | الوصف | صورة الوجه | صورة العكس | القيمة      | المصادر |
| - | ------------- | ---------------------------------- | --- | ---------- | ---------- | ----------- | ------- |
| 1 | 2007          | خطة عمل مدغشقر الخمسية (2007-2012) | تظهر صورة شجرتي تبلدي، أما في ظهرها فتظهر صورة مدرجات زراعية.                                               |            |            | 2000 أرياري | [ 45 ]  |
| 2 | 2008          | خطة عمل مدغشقر الخمسية (2007-2012) | تظهر صورة مركب شراعي في وجه العملة، أما في ظهرها فتظهر صورة خليج فورت داوفين [الإنجليزية] ونبات أغاف سيزال. |            |            | 5000 أرياري | [ 46 ]  |

## مصر
لم تصدر أية أوراق نقدية تذكارية من مصر.

## المغرب
أصدرت ثلاثة أوراق نقدية تذكارية من المغرب بقيمة خمسين درهما وخمسة وعشرين درهما وعشرين درهما مغربيا:
| # | تاريخ الإصدار | مناسبة الإصدار                                     | الوصف | صورة الوجه | صورة العكس | القيمة   | المصادر |
| - | ------------- | -------------------------------------------------- | --- | ---------- | ---------- | -------- | ------- |
| 1 | 2009          | الذكرى الخمسون لبنك المغرب                         | تظهر عبارة "الذكرى الخمسون لبنك المغرب" في وجه العملة الورقية مع صور ملوك المغرب محمد السادس والحسن الثاني ومحمد الخامس وكذلك تظهر صورهم على شريط الأمان في الورقة، أما ظهر الورقة النقدية فباللغة الفرنسية وتظهر عليه صورة مبنى بنك المغرب في الرباط.                                                                       |            |            | 50 درهما | [ 47 ]  |
| 2 | 2012          | الذكرى الخامسة والعشرون لتأسيس دار السكة           | ورقة نقدية بتصميم طولي في الوجهين، تظهر صورة الملك محمد السادس في وجه العملة مع عبارة "الذكرى الخامسة والعشرون لتأسيس دار السكة" وفي ظهر العملة صورة لعملات نقدية معدنية وأوراق نقدية. |            |            | 25 درهما | [ 48 ]  |
| 3 | 2019          | مرور 20 عاما على تولي الملك محمد السادس حكم المغرب | ورقة نقدية من نوع بوليمر وجهها ذو تصميم طولي يظهر صورة الملك محمد السادس وعبارة "الذكرى العشرون لتربع صاحب الجلالة الملك محمد السادس على العرش"، أما الظهر فتصميمه عرضي يظهر صورة قطار البراق الذي ينطلق من طنجة بسكة حديد عالية السرعة إلى القنيطرة ثم إلى الدار البيضاء، كذلك صورة جسر محمد السادس الذي يعبر نهر أبو رقراق |            |            | 20 درهما | [ 49 ]  |

## موريتانيا
أصدرت ورقتان نقديتان تذكاريتان من موريتانيا واحدة بقيمة خمسة آلاف أوقية موريتانية والثانية بقيمة خمسين أوقية موريتانية:
| # | تاريخ الإصدار  | مناسبة الإصدار                                  | الوصف | صورة الوجه | صورة العكس | القيمة     | المصادر |
| - | -------------- | ----------------------------------------------- | --- | ---------- | ---------- | ---------- | ------- |
| 1 | 28 نوفمبر 2011 | الذكرى الأربعون لتأسيس البنك المركزي الموريتاني | طابع بنقوش يظهر عليه أرقام 1973 و2013 مع عبارة "الذكرى الأربعون لتأسيس البنك المركزي الموريتاني"، أما في ظهر الورقة النقدية فتظهر صورة قطار موريتاني مخصص لنقل خامات الحديد وكذلك صورة برج رصيف الميناء في محطة نواذيبو المخصصة لتصدير الحديد، والورقة تشبه الإصدارات العادية السابقة مع تعديلات بسيطة |            |            | 5000 أوقية | [ 50 ]  |
| 2 | 18 يوليو 2023  | الذكرى الخمسون لإصدار عملة الأوقية              | تظهر عبارة "الذكرى الخمسون للأوقية" في ظهر الورقة النقدية وتظهر في وجه العملة صور معالم في موريتانيا أما في ظهر العملة فتظهر صورة أدوات موسيقى ودلة. وتوجد 3 طبعات من العملة تختلف في شكل شريط الأمان في العملة.                                                                                       |            |            | 50 أوقية   | [ 51 ]  |

## موريشيوس
لم تصدر أية أوراق نقدية تذكارية من موريشيوس.

## الموزمبيق
لم تصدر أية أوراق نقدية تذكارية من الموزمبيق.

## ناميبيا
أصدرت الورقتان النقديتان التذكاريتان التاليتان من دولة ناميبيا.
| # | تاريخ الإصدار | مناسبة الإصدار                         | الوصف | صورة الوجه | صورة العكس | القيمة   | المصادر |
| - | ------------- | -------------------------------------- | --- | ---------- | ---------- | -------- | ------- |
| 1 | 2020          | الذكرى الثلاثين لاستقلال ناميبيا       | في وجه الورقة عبارة "30th Independence Anniversary (1990-2020)" والتي تعني "الذكرى الثلاثين للاستقلال" وعبارة "3 Decades of Peace and Stability" وتعني "ثلاثة عقود من السلام والاستقرار" مع صور رؤساء ناميبيا سام نوجوما وهيفيكيبنيي بوهامبا وهاكه كينكوب.                                                               |            |            | 30 دولار | [ 52 ]  |
| 2 | 2025          | ورقة تذكارية للرئيس الراحل هاكه كينكوب | تظهر في وجه الورقة النقدية صورة الرئيس الراحل هاكه كينكوب والذي توفي سنة 2024، مع صورة لحشد من المواطنين، أما في ظهر الورقة النقدية فتظهر صورة الرئيس الراحل هاكه كينكوب وهو يحمل كأس بطولة كرة القدم في حفل تنصيبه في 21 مارس 2015 في ملعب الاستقلال في ويندهوك مع صور توربينات الرياح، وخزان الهيدروجين، وألواح شمسية. |            |            | 60 دولار | [ 53 ]  |

## النيجر
دولة النيجر عضو في البنك المركزي لدول غرب إفريقيا وعملتها فرنك غرب إفريقيا ولم تصدر منه أية أوراق نقدية تذكارية.

## نيجيريا
أصدرت الورقتان النقديتان التذكاريتان التاليتان من نيجيريا:
| # | تاريخ الإصدار  | مناسبة الإصدار                          | الوصف | صورة الوجه | صورة الظهر | القيمة   | المصادر |
| - | -------------- | --------------------------------------- | --- | ---------- | ---------- | -------- | ------- |
| 1 | 30 سبتمبر 2010 | ذكرى 50 سنة على استقلال نيجيريا         | تصميم الورقة النقدية المعتاد مع إضافة علامة ذكرى مرور 50 سنة على استقلال نيجيريا. وجه العملة تظهر عليه صورة 4 أشخاص من نيجيريا وهم ثلاثة رجال يمثلون عرقيات نيجيريا من الهوسا والإيغبو واليوروبا وكذلك امرأة، أما ظهر العملة فتظهر عليه صورة صيادي سمك وخريطة نيجيريا بألوان العلم النيجيري. |            |            | 50 نيرة  | [ 54 ]  |
| 2 | 2014-2024      | ذكرى 100 سنة على وجود نيجيريا 1914-2014 | وجه المعلة النقدية تظهر عليه صورة الزعيم القبلي أوبافيمي أوولوو [الإنجليزية] وفي ظهر العملة صورة أربعة من النساء النيجيريات وهن يرتدين ملابس تقليدية ويرقصن رقصات شعبية مع رجل ينفخ في أداة موسيقية تقليدية.                                                                                 |            |            | 100 نيرة | [ 55 ]  |